# Podbabac
Podbabac (en serbe cyrillique : Подбабац) est un village du sud du Monténégro, dans la municipalité de Budva.

## Démographie

### Évolution historique de la population
| 1948 | 1953 | 1961 | 1971 | 1981 | 1991 | 2003 |
| ---- | ---- | ---- | ---- | ---- | ---- | ---- |
| 46   | 48   | 33   | 14   | 8    | 0    | 4    |